# 일가르 뮈슈키예프
일가르 개라이 오글루 뮈슈키예프(아제르바이잔어: İlqar Gəray oğlu Müşkiyev, 1990년 10월 5일~)는 아제르바이잔의 유도 선수이다. 2012년 하계 올림픽에 아제르바이잔 국가대표로 참가했으며 세계 선수권 대회에서 동메달 1개, 유럽 선수권 대회에서 동메달 1개를 획득했다.